# Víctor Ullate Roche
Víctor Ullate Roche, talvolta accreditato come Víctor Ullate, Jr. (Madrid, 2 maggio 1973), è un attore, ballerino e coreografo spagnolo.

## Carriera
Figlio dei famosi ballerini Víctor Ullate e Carmen Roche, fin da ragazzo studiò danza classica nella scuola della madre. Successivamente si trasferì a Losanna, dove frequentò la scuola di teatro, danza e canto di Maurice Béjart.
Proprio con Béjart, Ullate Roche cominciò a lavorare a livello internazionale, girando l'Europa negli anni novanta. In quegli anni lavorò anche nella compagnia di Lindsay Kemp.
Nel frattempo all'attività di ballerino, Ullate Roche alternò il lavoro di attore: a teatro fu protagonista di svariati musical (come West Side Story, Grease e Cats), ebbe ruoli importanti in alcune serie televisive e figurò anche in alcune pellicole cinematografiche.
Nel 2008 prese parte al talent show Fama, ¡a bailar!, in cui aveva il ruolo di direttore dell'accademia e insegnante di danza classica. Nel 2010 fu poi giurato per la trasmissione ¡Más que baile! (la versione spagnola di Ballando con le stelle).

## Filmografia

### Cinema
- Pon un hombre en tu vida, regia di Eva Lesmes (1996)
- Cupido in vena di scherzi (Km. 0), regia di Yolanda García Serrano e Juan Luis Iborra (2000)

### Televisione
- ¡Ay, Señor, Señor! (1995)
- A las once en casa (1998)
- Policías, en el corazón de la calle (2000)
- Europeos somos todos (2001)
- Periodistas (2001)
- Tres son multitud (2003)
- Los simuladores (2006)
- Fama, ¡a bailar! (2008-2009)
- ¡Más que baile! (2010)
- Premios Max (2013)

## Teatro
- Young Europeans Dance in Glasgow (1990)
- La Cenicienta (1994-1995)
- West Side Story (1996-1998)
- Grease (1998-1999)
- La bella y la bestia  (2000)
- Te quiero, eres perfecto, ya te cambiaré (2000-2002)
- Cats (2003-2004)
- Romeo y Julieta pensado para niños y niñas (2004-2005)
- Cantando bajo la lluvia (2004-2005)
- Otello (2005-2006)
- Clown Quijote de la Mancha (2005-2006)
- Mar y cielo (2006)
- El día del padre (2007)
- Quisiera ser (2008)
- El patito feo (2008)
- Spamalot (2009)
- El extraño viaje (2010)